# Plancher solaire

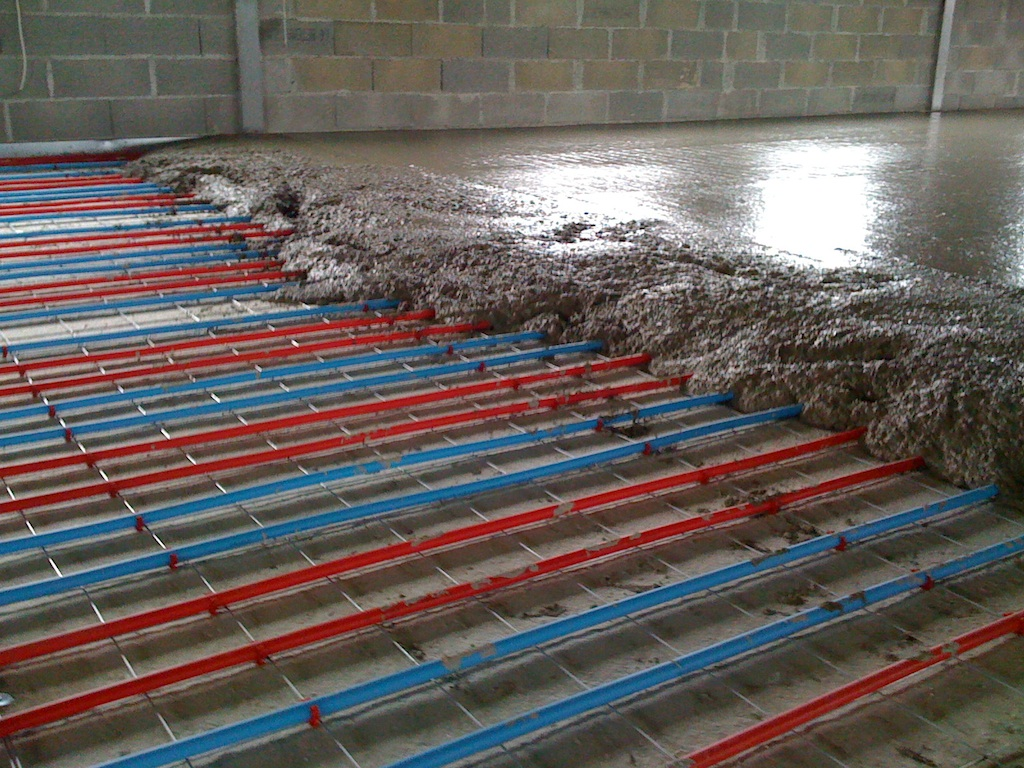
Mise en œuvre d'un plancher solaire

Un plancher solaire est un dispositif de transfert d'énergie thermique d'origine solaire pour chauffer des bâtiments à l'aide de canalisations (souvent en "PEX, tubes en Polyéthylène réticulé, ou en cuivre) noyés dans le plancher en béton.
La performance d'un champ solaire thermique est directement liée à la température. Plus la température d'emploi est faible et meilleur sera le rendement.
L'usage d'un plancher (ou mur) pour la diffusion de l'énergie de chauffage par des températures basses (entre 20 et 40 °C) permet de tirer le meilleur parti d'un capteur solaire thermique à fluide.
Le chauffage des locaux constitue donc une des applications les plus efficientes des capteurs solaires thermiques dans l'habitat, permettant de récupérer plus de  50 % de l'énergie dispensée par le Soleil et de la stocker dans la masse (eau, planchers, murs...).
En comparaison, l'électricité photovoltaïque (panneaux solaires) ne permet transformer que 15 % de l'énergie solaire en électricité.
Le développement industriel du procédé de fabrication des capteurs solaires thermiques participant à baisser significativement leurs coûts et le prix de l'énergie continuant d'augmenter, il est maintenant[Quand ?] intéressant d'installer de tels systèmes.
Les réseaux d’autoconstructeurs « solaires » (forums, associations...), certains artisans et quelques fabricants tendent à démocratiser ces applications conventionnellement évaluées comme des postes financiers importants avec des temps de retour d'investissement entre 7 et 13 ans[Quoi ?] selon l'énergie (propane ou électricité, fuel, gaz naturel) si la totalité de leurs réalisations est confiée à des professionnels.